# Jean Butteau
Jean Butteau [žán bytó], psán též Butot, křestním jménem též Johan (1744 Paříž – 7. září 1799 Vídeň) byl tanečník působící ve Vídni a Praze. Jeho jméno použil Alois Jirásek v románu F. L. Věk.

## Život
Narodil se v Paříži a po studiu tance odešel se skupinou tanečníků přes Stuttgart do Vídně. Zde bylo jeho vystoupení poprvé zaznamenáno v roce 1767. Ve Vídní, podle jeho vlastních slov, působil 18 let v baletu císaře Františka I. V roce 1774 mu hrabě Prokop Vojtěch Černín nabídl místo rodinného učitele tance a společenského chování v Praze.
S manželkou Josefou Butteau (1754 nebo 1755 - 1815) měl syna a dceru Katharinu.
Roku 1789 získal Butteau, spolu s Václavem Mihulem, povolení hrát v Thunovském divadle na Malé Straně. V příštím roce, roku 1790, obdržel (opět s Václavem Mihulem) po předchozích zadlužených koncesionářích divadelní koncesi a najal budovu vlasteneckého divadla ve zrušeném klášteře U Hybernů. V roce 1791 se konala v Praze korunovace císaře Leopolda II. na českého krále. Jean Butteau k této příležitosti nacvičil baletní vystoupení pro korunovační ples českých stavů, který se konal 12. 9. 1791. Tanec tančilo 32 párů z vysoké šlechty. Poté (není přesně známo, kdy) odešel s dcerou Katharinou Butteau (asi 1776 - po 1815) z Prahy do Vídně.

## Román F. L. Věk a Jean Butteau
Jméno Jeana Butteaua je známé všem čtenářům Jiráskova románu F. L. Věk i divákům stejnojmenného televizního seriálu. Autor však s osudy rodiny Butteauových nakládal volně.
V románu přejmenoval Jirásek Jeana Butteaua na Jacquese (Jakuba) a ponechal mu zhruba stejný věk ("Toho času, tj. roku 1787, bylo Jacquesovi Butteauovi i manželce jeho Bábi již přes čtyřicet.") Jakub Butteau je v románu synem francouzského otce a české matky, otcem tří dcer - němé Pauly, herečky Lotty a Betty. Václav Thám dochází do rodiny a je do Pauly (společně s F. L. Věkem) zamilován.
Ve skutečnosti se Václav Thám oženil dvakrát, ale nikoliv s dcerou Jeana Butteaua. Jeho první manželkou byla dcera herce L. Heima Josefa, která zemřela asi roku 1799. Podruhé se oženil s německou herečkou.